# Leif Poulsen
Leif Eigil Poulsen Frederiksen (Copenaghen, 31 gennaio 1939) è un allenatore di calcio ed ex calciatore danese, di ruolo attaccante.

## Caratteristiche tecniche
Leif Poulsen era un centravanti coraggioso e di talento, veloce, dotato di una buona tecnica e abile con il gioco di testa.

## Carriera

### Calciatore

#### Club
Ha iniziato la carriera nel B.93, entrando a far parte della prima squadra dal 1957. Giocò con il suo club nella massima divisione danese nella stagione 1959, retrocedendo però nuovamente in cadetteria al termine del torneo. Durante la sua militanza con il B93 fu squalificato per tre mesi per una rissa.
Nel 1960 venne chiamato dal connazionale Frank Pedersen in Svizzera per giocare con i cadetti del Lugano. Poulsen sarà uno dei protagonisti della promozione dei ticinesi, che si aggiudicano la Lega Nazionale B 1960-1961, con diciotto reti segnate.
Nell'estate 1961 Poulsen viene ingaggiato dagli italiani del Rapallo ma, venne notato dai dirigenti dell'Espanyol, che pur non potendolo immediatamente schierare in squadra per le restrizioni sui giocatori stranieri, ne acquisirono le prestazioni. Per la stagione 1961-1962 fu prestato ai cadetti del Sabadell, con cui ottenne l'ottavo posto del Gruppo I.
Retrocesso in cadetteria l'Espanyol, Poulsen ebbe la possibilità di essere aggregato alla squadra di Barcellona ma, l'allenatore Helenio Herrera preferì spesso impiegare al suo posto gli autoctoni  Paredes, Castaños e Idígoras. La stagione 1962-1963 si concluse con la promozione dei catalani dopo i playoff, in cui venne superato il Maiorca. 
Nella stagione 1963-1964 restò nella serie cadetta, in forza a L'Hospitalet, riuscendo a mantenere la serie dopo aver superato ai playout il Gimnàstic.
La stagione seguente passò all'Ontinyent, con cui retrocesse in terza serie.
Nel 1966 tornò al B93, chiudendovi la carriera agonistica all'età di ventisette anni a causa degli infortuni subiti.

#### Nazionale
Poulsen ha giocato un incontro con la nazionale Under-21 danese nel 1958.

### Allenatore
Dal 1968 al 1978 ha allenato vari club nelle serie minori danesi. In seguito si trasferì a Bergamo, in Italia, per lavorare come talent scout.

## Palmarès
- Lega Nazionale B: 1

Lugano: 1960-1961